# Sten Ahlström
Sten Ahlström, född 9 mars 1920 i Engelbrekts församling i Stockholms stad, död 4 oktober 2005 i Eksjö församling i Jönköpings län, var en svensk militär.

## Biografi
Ahlström avlade officersexamen vid Krigsskolan 1941 och utnämndes samma år till fänrik vid Svea ingenjörkår, där han befordrades till löjtnant 1943 och till kapten 1949. Han gick Ingenjörofficersskolan vid Artilleri- och ingenjörofficersskolan 1943–1944. Han var avdelningschef vid staben i III. militärområdet 1950–1954, utnämndes till major vid Bodens ingenjörkår 1961, befordrades till överstelöjtnant 1965 och var stabschef vid Göta ingenjörregemente från 1965. Ahlström befordrades till överste 1978 och var chef för Göta ingenjörregemente 1978–1980.
Sten Ahlström var son till major Nils Ahlström och Margaretha Wallberg. Han var gift med Birgit Laurell. Han är gravsatt på Skogskyrkogården i Eksjö.

### Utmärkelser
- Riddare av första klass av Svärdsorden, 1961.[8]